# Etta James
Etta James (n. Jamesetta Hawkins, 25 ianuarie 1938, Los Angeles - d. 20 ianuarie 2012 în Riverside, California) a fost o cântăreață americană de muzică blues, rock and roll, soul, jazz, gospel și R&B. Cunoscută pentru vocea sa gravă, caracteristică contraltelor, James și-a făcut debutul discografic în anul 1954, iar cele mai cunoscute cântece ale sale sunt  „At Last”, "Tell Mama", "Something's Got a Hold on Me",  și „I'd Rather Go Blind” pentru care a scris și versurile.
A întâmpinat o mulțime de probleme, printre care și dependența de droguri, înainte de a renaște muzical la sfârșitul anilor '80 cu albumul Seven Year Itch.
James este considerată ca fiind cea care a acoperit breșa între R&B și rock and roll și a fost câștigătoarea a șase premii Grammy și a 17 premii Blue Music. A intrat în Rock and Roll Hall of Fame în 1993, în Blues Hall of Fame în 2001 și în Grammy Hall of Fame în 1999 și în 2008.
Revista Rolling Stone a clasat-o pe James pe locul al 22-lea pe lista celor mai buni 100 de cântăreți ai tuturor timpurilor și pe locul la 62-lea pe lista celor mai buni artiști.

## Tinerețea și cariera: 1938–59
Jamesetta Hawkins s-a născut pe 25 ianuarie 1938 în Los Angeles, California, mama ei, Dorothy Hawkins, având doar 14 ani la vremea aceea. Tatăl ei nu a fost identificat niciodată. James credea că era jucătorul de biliard Rudolf "Minnesota Fats" Wanderone pe care l-a întâlnit trecător în 1987. Din cauza absențelor frecvente ale mamei sale din apartamentul din cartierul Watts, James a locuit cu o serie de părinți adoptivi, cei mai importanți fiind ”Sarge” și ”Mama Lu”. James se referă la mama sa ca fiind ”Doamna Misterioasă”.
James a primit inițierea vocală la vârsta de cinci ani de la James Earl Hines, director muzical al corului Echoes of Eden al Bisericii Baptiste Sf. Paul din Los Angeles. A devenit atracția publicului și Sarge a încercat să preseze biserica să-l plătească pentru ea, dar a fost refuzat. În timpul partidelor de pocker de acasă, adesea o trezea pe James în toiul nopții și o forța cu bătaia să cânte prietenilor lui. Cum ea făcea în pat și adesea era udă când era chemată să cânte mesenilor de ocazie, a dezvoltat o repulsie vizavi de faptul de a cânta la comandă.
În 1950 ”Mama Lu” a murit și mama biologică a Ettei a luat-o în cartierul Fillmore din San Francisco. Vreme de câțiva ani James a ascultat doo-wop și a fost inspirată să formeze un grup de fete numit The Creolettes (din cauza tenului deschis la culoare al membrelor). Fata de 14 ani l-a cunoscut pe muzicianul Johnny Otis. Povești privind întâlnirea acestora variază. Otis spune că James a venit la hotelul său după unul dintre spectacolele lui date în oraș și l-a convins să-i acorde o audiție. Altă poveste spune că Otis a remarcat grupul care cânta într-un club de noapte din Los Angeles și a încercat să-l convingă să înregistreze o replică a cântecului ”Work with Me, Annie” al lui Hank Ballard.
Otis a luat grupul sub aripa sa, ajutându-le să semneze un contract cu Modern Records și le-a schimbat titulatura din The Creolettes în The Peaches. Totodată, a schimbat numele de scenă al Jamesettei în Etta James. James a inregistrat varianta cântecului ”Work with Me, Annie” în 1954, cu permisiunea autorului, și cântecul a fost lansat la începutul anului 1955 cu titlul ”Roll with Me, Henry”, dar a fost schimbat din cauza cenzurii în ”Dance with Me, Henry” (”roll” având conotații sexuale). În luna februarie a aceluiași an, cântecul a urcat pe primul loc în clasamentul pieselor Hot Rhytm & Blues. Acest succes a dat grupului prilejul să cânte în deschiderea spectacolelor turneului național al lui Little Richard.
În timpul turneului cu Richard, cântăreața pop Georgia Gibbs a înregistrat o variantă proprie a cântecului lui James care a fost lansată cu titlul ”The Wallflower” și a devenit un hit, ajungând pe locul întâi în clasamentul Billboard Hot 100, fapt care a mâniat-o pe James. După ce a părăsit The Peaches, James a avut un alt hit R&B - "Good Rockin' Daddy" care s-a luptat cu tot felul de variante ulterioare. În 1960, când contractul cu Modern a ajuns la final, a decis să semneze cu firma lui Leonard Chess, Chess Records și, la scurt timp, a început o relație cu Harvey Fuqua, fondatorul grupului doo-wop The Moonglows.
Bob Murray (zis ”Taters”) a făcut turnee cu Etta James timp de 20 de ani. A scris că James a scos primul single la 15 ani și că ieșea cu B.B. King când avea 16 ani. Etta credea că piesa de succes ”Sweet Sixteen” a lui King era despre ea.

## Perioada Chess și Warner Brothers: 1960-1978
În duet cu Harvey Fuqua, James a înregistrat cu casa de discuri Chess, Argo (mai târziu Cadet) și primele ei succese cu Fuqua au fost "If I Can't Have You" și "Spoonful". Primul ei hit individual a fost "All I Could Do Was Cry", piesă care a atins locul al doilea în clasamentele R&B. 
Leonard Chess preconizase că James va ajunge o interpretă de balade care are potențialul să treacă facil de la un stil la altul și curând a înconjurat-o cu viori și alte instrumente cu coarde. Prima baladă acompaniată de instrumente cu coarde pe care James a înregistrat-o în mai 1960 și care a intrat în top 5 în clasamentele R&B a fost „My Dearest Darling”. James a fost voce de acompaniament în piesa lui Chuck Berry „Back in the U.S.A.”.  
Albumul ei de debut, At Last!, a fost lansat la sfârșitul anului 1960 și  a fost vestit pentru varietatea opțiunilor muzicale de la standard de jazz, ritmuri de blues până la doo-wop și R&B. Albumul conține și viitoarele piese devenite clasice „I Just Want to Make Love to You” și „A Sunday Kind of Love”. 
La începutul lui 1961, James a lansat piesa care urma să devină cântecul ei de referință, „At Last”, care a  atins poziția a doua în clasamentul R&B și locul 47 în Billboard Hot 100. Deși n-a întrunit succesul așteptat, a devenit cea mai cunoscută versiune a cântecului. James a continuat cu „Trust in Me”, care de asemenea include instrumente cu coarde. Mai târziu, în același an, James lansează un al doilea album de studio, The Second Time Around. Albumul urma aceeași direcție ca și cel precedent, preluând multe standarde de jazz și pop și utilizând instrumente cu coarde pe multe dintre piese. Se remarcă două hituri: „Fool That I Am” și „Don't Cry Baby”.  
În anul următor, James începe să adauge elemente gospel în muzica ei, lansând „Something's Got a Hold on Me”, care a urcat pe locul al patrulea în topul R&B, fiind de asemenea în primele 40 de piese pop. Acest succes a fost imediat urmat de „Stop the Wedding” care a atins a șasea poziție în clasamentele R&B și conține la rându-i elemente gospel. În 1963 are un alt succes major cu „Pushover” și lansează albumul live Etta James Rocks the House, care a fost înregistrat la New Era Club din Nashville, Tennessee. După doi ani cu reușite minore, cariera lui James începe să sufere după 1965. După o perioadă de izolare, James revine la înregistrări în 1967 și reapare cu mai multe piese R&B îndrăznețe datorită legendarului studio de înregistrări Fame din Muscle Shoals, Alabama. Aici lansează hitul ei de revenire „Tell Mama”, scris împreună cu Clarence Carter și care a ajuns pe locul al zecelea în clasamentele R&B și pe 23 în cele pop. Un album cu același titlu a fost lansat în acel an și includea versiunea proprie a piesei lui Otis Redding, „Security”. Fața B a lui „Tell Mama” conținea „I'd Rather Go Blind”, care a devenit un clasic al blues-ului și a fost preluat de mulți alți artiști.

## Discografie

### Albume de studio
- At Last! (1960)
- The Second Time Around (1961)
- Etta James (1962)
- Etta James Sings for Lovers (1962)
- Etta James Top Ten (1963)
- The Queen of Soul (1965)
- Call My Name (1966)
- Tell Mama (1968)
- Etta James Sings Funk (1970)
- Losers Weepers (1971)
- Etta James (1973)
- Come a Little Closer (1974)
- Etta Is Betta Than Evvah! (1976)
- Deep in the Night (1978)
- Changes (1980)
- Seven Year Itch (1988)
- Stickin' to My Guns (1990)
- The Right Time (1992)
- Mystery Lady: Songs of Billie Holiday (1994)
- Time After Time (1995)
- Love's Been Rough on Me (1997)
- Life, Love & the Blues (1998)
- Heart of a Woman (1999)
- Matriarch of the Blues (2000)
- Blue Gardenia (2001)
- Let's Roll (2003)
- Blues to the Bone (2004)
- All the Way (2006)
- The Dreamer (2011)